# الدهال، رایچور
الدهال، رایچور (به انگلیسی: Aldhal, Raichur) یک منطقهٔ مسکونی در هند است که در کارناتاکا واقع شده‌است.